# Lernaeodiscus schmitti
Lernaeodiscus schmitti är en kräftdjursart som beskrevs av Reinhard 1950. Lernaeodiscus schmitti ingår i släktet Lernaeodiscus och familjen Lernaeodiscidae. Inga underarter finns listade i Catalogue of Life.